# Funkcja N-Hash
Funkcja N-Hash – funkcja skrótu opracowana w 1990 roku przez pracowników firmy Nippon Telephone and Telegraph. Funkcja ta stosuje 128-bitowe bloki danych i skraca wiadomości do 128-bitowych skrótów.